# 布代什蒂
布代什蒂（羅馬尼亞語：Budești）是罗马尼亚克勒拉希县的一个镇。